# 国鉄190形蒸気機関車

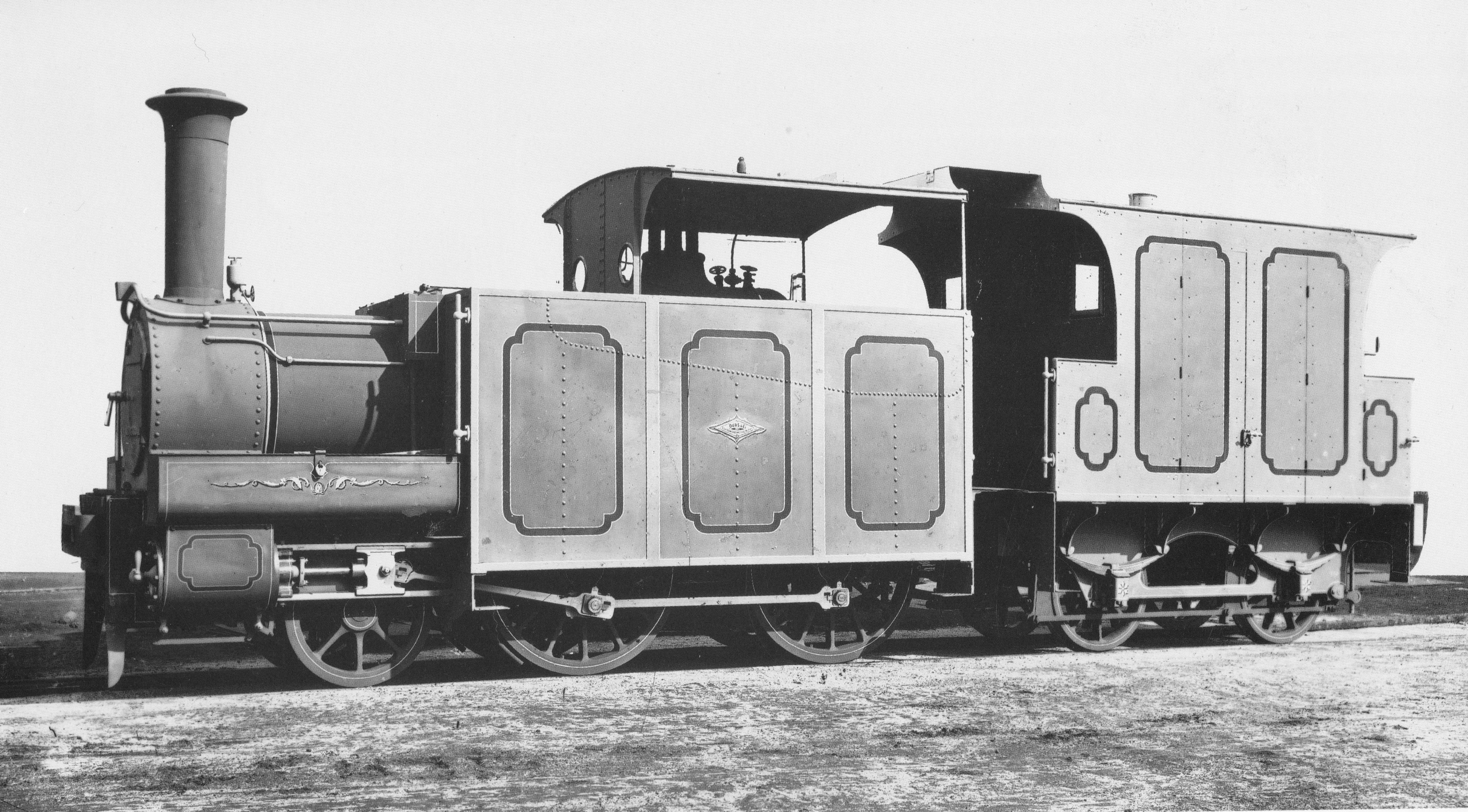
官設鉄道8（後の鉄道院191）原型。後方に連結されているのはブレーキバン。

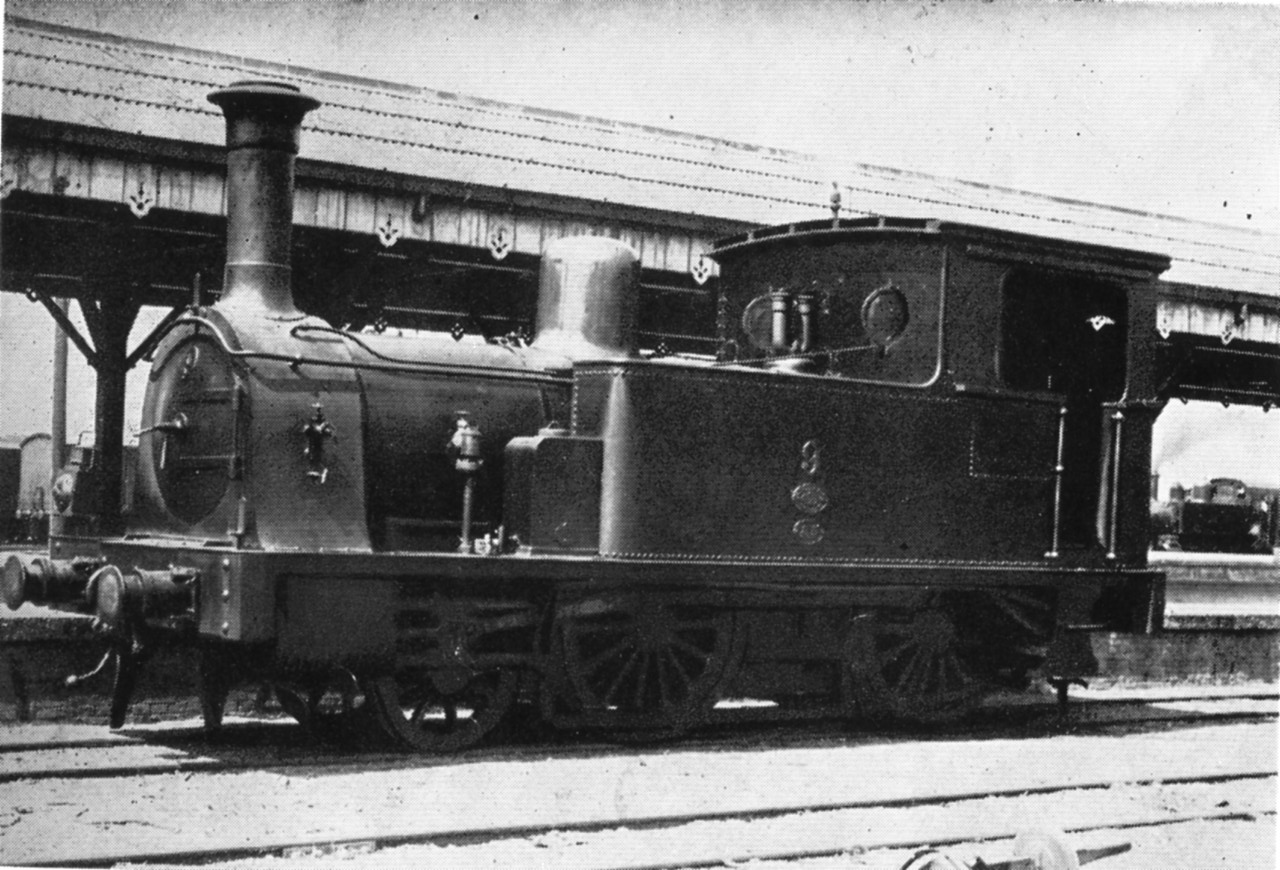
改装後の鉄道作業局 9（後の鉄道院190）

190形は、かつて日本国有鉄道の前身である鉄道院、鉄道省に在籍した蒸気機関車である。
1872年（明治5年）、日本で最初の鉄道開業に際してイギリスから輸入された蒸気機関車5形式10両中の1形式で、2両が輸入された。1871年（明治4年）、ダブス(Dübs & Co.,　Glasgow Locomotive Works)社製（製造番号436, 437）である。

## 構造
動輪直径は1,371mm(4ft6in)、車軸配置2-4-0(1B)で2気筒単式の飽和式タンク機関車である。弁装置はアラン式、安全弁はネイラー式。蒸気ドームは設けられていない。運転台は、前面のみに風除けを設けて、側面と後部は開放されており、屋根は細い鋼管によって支持されていた。
本形式は、同時に輸入された他の機関車に比べ、非常に特異な形態をしていた。側水槽は、長さは先輪の後部から第2動輪の後部にまで、高さは動輪中心付近からボイラー上端にまで達する巨大なトランクのようなものを装備しており、この側水槽の上部後半を船底形にえぐった形で炭庫を設けていた。また、タンク機関車でありながら、バン（van）と称する有蓋車型の緩急車を後部に従えており、あたかもテンダー機関車のような外観であった。
蒸気機関車研究家の川上幸義の調査により、本形式は、2両を背中合わせに連結した「双合機関車」として製造されたことが判明している。ただ、双合機関車は、主に勾配線で使用されるものであり、その性格上、動輪を小さくし軸数を多くするものであるが、本形式の軸配置は2-4-0(1B)であり、なぜこのような双合機関車が製造され、平坦な京浜間用に選定されたのかは全くもって不明である。ただし1870年のThe Engineer誌には、日本の鉄道においてはフェアリー式蒸気機関車の使用が適切である、とする論評があり、これとは無関係ではないと思われる。また、製造番号は製作所側でも、使用者側でも「2両」であり、この点もまた不可思議である。
また、排気管をバタフライ弁で塞ぐ一種の反圧ブレーキを装備しているが、手ブレーキを装備しておらず、先述の「バン」にのみ手ブレーキが設けられていた。そのため、単独で運行する際にはバンを連結する必要があり、背中合わせで運行する際にはどちらか一方の機関車の反圧ブレーキを使用することとなっていた。また、機関車2両に対しバンはなぜか1両のみで、バンのブレーキ用以外の用途については、現在に至るも判明していない。
連結器はダブス社特許の特殊なもので、台枠からかまぼこ型に飛び出した台状の緩衝器を2本の交差するリンクとピンで連結したものであり、片方の緩衝器は台枠に固定されているが、もう片方の緩衝器はカーブの際に台枠に沿ってスライドするようになっており、さらに予備のピン・リンク式連結器が設けられていた。双合機関車用に特別に設計されたものであったが、不可解なことに機関車前部にも取り付けられていた。
このように、特異で奇妙な形態をした本形式であるが、使用開始後半年ほどでバンを取り外して、機関車1両で使用できるよう、機関車に木製シューの手ブレーキが取り付けられ、特殊な連結器は通常のねじ式連結器に交換している。それにともなって、運転台後部を482mm(1ft7in)延長して出入台を設け、後部に風除けを取付けている。
さらには早くも1895年（明治28年）及び1897年（明治30年）に原型をとどめないほどの大改造を新橋工場で施工され、改装後の120形に似たおとなしいスタイルに変わっている。ボイラー中心高さを83mm引き上げ、台枠は第1動輪と第2動輪の間で切断され軸距を559mm引き延ばしている。特徴的な側水槽も小型のものに完全に作り替えられ、デッキを車体全長に通してその上に載せられている。その他、運転室、煙室、蒸気ドーム、砂箱、ブレーキ装置に至るまで徹底的に改装が行なわれた。ボイラーも新造のものに交換され、使用蒸気圧がより高圧になっている。さらに、弁装置はスチーブンソン式、安全弁はラムズボトム式に変更されている。
この改造の規模からいって、本形式は実質的に1895年及び1897年の2回にわたって廃車され、その台枠と走り装置の一部を流用して代車新造を行なったと見る方が、実態に即しているといえよう。

### 主要諸元
1909年版形式図による改装後の諸元を示す。
- 全長 : 6,807mm（連結器を除く機関車本体のみ）
- 全高 : 3,658mm
- 軌間 : 1,067mm
- 車軸配置 : 2-4-0(1B)
- 動輪直径 : 1,410mm
- 弁装置 : スチーブンソン式基本型
- シリンダー（直径×行程） : 305mm×457mm
- ボイラー圧力 : 9.8kg/cm2
- 火格子面積 : 0.93m2
- 全伝熱面積 : 55.7m2
- 小煙管（直径×長サ×数） : 44.5mm×2,883mm×130本（1911年版形式図による）
- 機関車運転整備重量 : 28.45t
- 機関車動輪上重量（運転整備時） : 21.59t
- 機関車動輪軸重（第2動輪上） : 10.82t
- 水タンク容量 : 2.89m3
- 燃料積載量 : 1.02t
- 機関車性能
  - シリンダ引張力 （0.85P）: 2,510kg
- ブレーキ装置 : 手ブレーキ、蒸気ブレーキ(190)、真空ブレーキ(191)

## 運転・経歴
1872年、日本に来着した本形式は、「8, 9」と命名され、京浜間で使用された。1876年（明治9年）には、東部（京浜間）の機関車を奇数に、西部（阪神間）の機関車を偶数とする改番が実施され、8は「11」と改番された（9は改番なし）。
特殊な形態ゆえ、当初の使い勝手は決して良くなかったようだが、徐々に克服され、1885年6月末の走行距離は、9は236,945 1/2哩、11は207,007哩で、シャープ・スチュアート（後の160形）やエイボンサイド（後のA3形）と比べても遜色のないものであった。1894年（明治27年）に「D形」に類別されている。
1895年には9が、1897年には11が前述の大改造を受け、形式は「AI形」と改められた。1898年（明治31年）の改番では「A5形」に類別されている。
その後、一時的に奥羽本線で使用されたこともあったようだが、ほぼ、京浜間で使用された。
1909年（明治42年）、鉄道国有法の施行を受けて制定された形式称号規程による改番では、形式は190形と定められ、新番号は190, 191となっている。
本形式は1911年（明治44年）10月20日付けで尾西鉄道（現在の名古屋鉄道尾西線）に払い下げられ、同社の戊形（21, 22）となったが、1927年（昭和2年）に廃車となった。保存車はない。